# 린웨

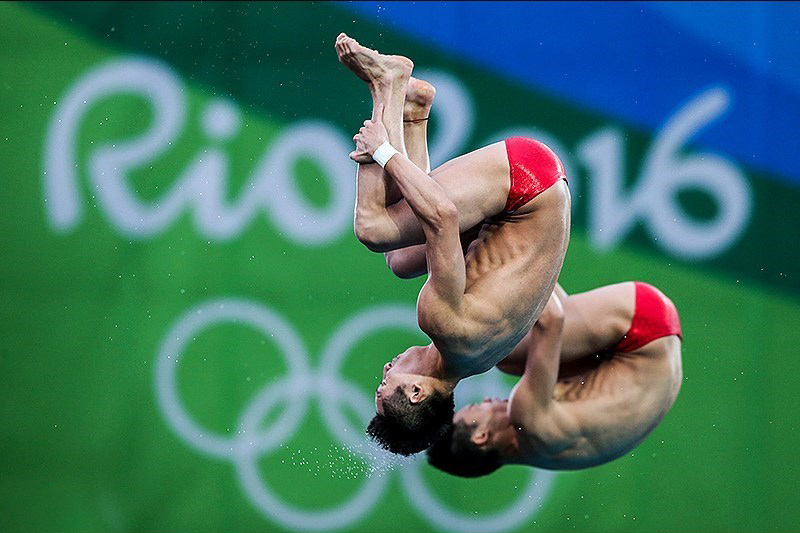

린웨(林躍, 1991년 7월 24일 ~ )는 중화인민공화국의 다이빙 선수이다.
차오저우 시 출생이며, 2008년 하계 올림픽 다이빙 남자 10m 플랫폼 싱크로나이즈에서 휘량과 함께 금메달을 획득하였다.